# Шванебек
Шванебек (њем. Schwanebeck) град је у њемачкој савезној држави Саксонија-Анхалт. Једно је од 20 општинских средишта округа Харц. Према процјени из 2010. у граду је живјело 2.694 становника. Посједује регионалну шифру (AGS) 15085285.

## Географски и демографски подаци
Шванебек се налази у савезној држави Саксонија-Анхалт у округу Харц. Град се налази на надморској висини од 109 метара. Површина општине износи 32,6 km². У самом граду је, према процјени из 2010. године, живјело 2.694 становника. Просјечна густина становништва износи 83 становника/km².